# Holyrood (ort i Kanada)
Holyrood är en ort i Kanada.   Den ligger i provinsen Newfoundland och Labrador, i den östra delen av landet, 1 700 km öster om huvudstaden Ottawa. Holyrood ligger 13 meter över havet och antalet invånare är 2 005.
Terrängen runt Holyrood är huvudsakligen platt, men åt nordost är den kuperad. Holyrood ligger nere i en dal. Närmaste större samhälle är Conception Bay South, 16,4 km nordost om Holyrood. 
I omgivningarna runt Holyrood växer i huvudsak blandskog. Runt Holyrood är det mycket glesbefolkat, med 2 invånare per kvadratkilometer.